# Василь Априлов
Васи́ль Апри́лов (21 липня 1789, Габрово — 2 жовтня 1847, Галац) — болгарський громадсько-політичний діяч, педагог і письменник.

## Біографія
Народився в Габрово. Дитячі роки провів у Росії, де здобув освіту. Від 1811 проживав у Одесі, де розгорнув успішну торгово-промислову діяльність, кошти від якої витрачав спочатку на допомогу грец. борцям за незалежність. Під впливом книжки українця Ю. Венеліна «Давні і сучасні болгари…» остаточно сформувався як болгарський просвітитель. За ініціативи Априлова і на його кошти 1835 у Габрово було відкрито перше новоболгарське світське училище, яке стало провідною освітньою установою в підготовці свідомих болгарських патріотів.
Одночасно разом із своїм співвітчизником Н. Палаузовим, який також проживав у Одесі, Априлов залучав болгарську молодь до навчання в одеських та інших навчальних закладах України. Зокрема, в Одеській та Херсонській духовних семінаріях, Рішельєвському ліцеї та інших навчальних закладах за їх підтримки здобули освіту кілька майбутніх діячів болгарського національно-визвольного руху. В Одесі Априлов написав і видав болгарською мовою низку своїх праць, зокрема «Болгарські книжки, або якому слов'янському племені власне належить слов'янська азбука», «Денница (Зарядниця) новоболгарської освіти» (у двох книгах), «Болгарські грамоти…», «Думки про сучасну болгарську освіту» та інші, в яких пропагував патріотичні ідеї і розглядав національну освіту як першооснову в боротьбі за національне визволення Болгарії з-під турецького ярма.
Повернувшись у Болгарію, приєднався до національно-визвольного руху, прагнув піднести народну освіту. 1835 разом з Н. С. Палаузовим заснував у Габрові першу в країні народну школу, за зразком якої відкривались пізніше всі болгарські школи.
Помер у Галаці.